# Fantasy! Juuichi
Fantasy! Juuichi (Fantasy!拾壱 Undecima! Fantasia?) es el undécimo álbum de estudio de Morning Musume. El álbum se lanzó el 1 de diciembre de 2010, en ediciones normal y limitada, la primera de edición normal venía con una photocard, y la edición limitada venía con un DVD (contenía un "Close-up Ver." de cada miembro del video "Onna to Otoko no Lullaby Game", y el anuncio de graduación de las integrantes) y también un cover diferente. El álbum -su segundo álbum realizado en menos de un año- es el último de Eri Kamei (Sexta Generación) y de Junjun y Linlin (Octava Generación).

## Lista de canciones
Todas las canciones escritas y compuestas por Tsunku. 
| CD  | |          |  |
| N.º | Título | Duración |  |
| 1.  | «Onna to Otoko no Lullaby Game (AL Ver.)» (女と男のララバイゲーム, Juego de Cuna entre Hombres y Mujeres) | 05:14    |  |
| 2.  | «Bravo!» (ブラボー!)                                                                                      | 04:30    |  |
| 3.  | «Fantasy ga Hajimaru» (Fantasyが始まる, La fantasía comienza)                                             | 03:45    |  |
| 4.  | «Onna Gokoro to Nan to Yara» (女心となんとやら, Una chica de corazón y todo eso)                          | 04:51    |  |
| 5.  | «Ai no Honō» (愛の炎, Llamas de amor)                                                                     | 04:03    |  |
| 6.  | «I'm Lucky Girl» (Soy una chica suertuda)                                                                 | 04:21    |  |
| 7.  | «Sungoi My Birthday» (すんごいマイバースディ, Mi maravilloso cumpleaños)                                  | 04:10    |  |
| 8.  | «Ichi kara Jū Made Aishite Hoshii» (1から10まで愛してほしい, Quiero que me ames de 1 a 10)                | 04:38    |  |
| 9.  | «Itoshiku Kurushii Kono Yoru ni» (愛しく苦しいこの夜に, En esta querida, dolorosa noche)                  | 04:56    |  |
| 10. | «Denwa de ne» (電話でね, En el teléfono, cierto?)                                                         | 04:25    |  |
| 11. | «Seishun Collection»                                                                                      | 4:40     |  |

| DVD | |          |  |
| N.º | Título | Duración |  |
| 1.  | «Onna to Otoko no Lullaby Game (Ai Takahashi Solo Album Ver.)» | 4:46     |  |
| 2.  | «Onna to Otoko no Lullaby Game (Risa Niigaki Solo Album Ver.)» | 4:44     |  |
| 3.  | «Onna to Otoko no Lullaby Game (Eri Kamei Solo Album Ver.)» | 4:44     |  |
| 4.  | «Onna to Otoko no Lullaby Game (Sayumi Michishige Solo Album Ver.)» | 4:44     |  |
| 5.  | «Onna to Otoko no Lullaby Game (Reina Tanaka Solo Album Ver.)» | 4:44     |  |
| 6.  | «Onna to Otoko no Lullaby Game (Aika Mitsui Solo Album Ver.)» | 4:43     |  |
| 7.  | «Onna to Otoko no Lullaby Game (Junjun Solo Album Ver.)» | 4:45     |  |
| 8.  | «Onna to Otoko no Lullaby Game (Linlin Solo Album Ver.)» | 4:48     |  |
| 9.  | «Hello! Project 2010 Summer: Fancolla! Eri Kamei, Junjun, Linlin Graduation Announcement MC» (Hello!Project 2010 SUMMER ～ファンコラ!～亀井絵里、ジュンジュン、リンリン卒業発表MC) | 10:05    |  |
| 10. | «Album Jacket Photo Shoot: Making of» (アルバムジャケット撮影メイキング) | 4:46     |  |